# オランダ軍
オランダ軍（オランダぐん）は、オランダにおける国軍。

## 歴史
19世紀にオランダが再独立して以降、しばらくは戦乱に巻き込まれることはなかった。
幕府海軍はオランダ海軍から派遣されたヘルハルト・ペルス・ライケンらが教官を務める長崎海軍伝習所を開設し、軍人の養成を行った。
第一次世界大戦の際には中立を通し、参戦しなかった。1939年に第二次世界大戦が勃発しても中立政策を放棄しなかった。オランダは情勢の緊迫化に伴い軍の増強を進めたが1940年の時点で弱体な9個師団を編成したのみであり、ほかには洪水戦略により国土防衛を行なう計画であった。1940年5月10日にドイツ軍の侵攻が開始され、オランダにおける戦いが始まった。ドイツ軍は空挺部隊も用いて迅速に進撃し、オランダは5月17日には降伏した。オランダ領東インドについては植民地軍が展開していたが、これも1942年1月より日本軍の侵攻が開始され、3月上旬には全域が占領された。
第二次世界大戦中はオランダ本土ではレジスタンス運動なども実施されたが、一部地域を除き、終戦までドイツに占領されたままであった。
第二次世界大戦後は北大西洋条約機構（NATO）に加盟し、徴兵制の施行を行い、軍備を拡充し、東西ドイツ国境への派遣準備を整えていた。また、インドネシア独立戦争にも参戦した。冷戦後は軍備を縮小し、1996年には徴兵制を廃止し、完全志願制に移行している。

## 概要
オランダは北大西洋条約機構（NATO）に加盟しており、集団安全保障体制を構築している。以下の4軍からなる。
- オランダ陸軍(KL)
- オランダ海軍(KM)
  - オランダ海軍航空隊(MLD)
  - オランダ海兵隊
- オランダ空軍(Klu)
- オランダ王立保安隊(KMar)

### 任務
オランダ国防省は主要な任務として以下の3つを挙げている。
- 自国の領土と同盟国の領土を守る。
- (国際的な)法的秩序と安定を促進する。
- 市民当局を支援し、災害や危機への支援を提供する。

### 人員
オランダ軍は志願制である。オランダの徴兵制はアルバとキュラソーを除いて1996年に停止された。2018年10月、性別制限があった潜水艦隊に女性の新兵を受け入れると発表、これにより全ての軍種・職種における性別制限が撤廃された。
オランダ国防省は、文民と軍人の両方を含む69,000人以上の職員を雇用している。 2020年7月1日現在の軍隊を含む国防組織の人員分布は以下の通りである。
| 軍種             | 現役   | 予備役 | 文官   | 合計   |
| ---------------- | ------ | ------ | ------ | ------ |
| 海軍             | 7,508  | 1,148  | 2,633  | 11,289 |
| 陸軍             | 16,055 | 4,054  | 3,261  | 23,370 |
| 空軍             | 6,540  | 751    | 1,062  | 8,353  |
| 王立保安隊       | 6,606  | 306    | 746    | 7,658  |
| 参謀本部         | 1,079  | 18     | 1,803  | 2,900  |
| 国防支援コマンド | 2,724  | 144    | 6,546  | 9,414  |
| 国防物資機構     | 738    | 6      | 4,279  | 5,023  |
| 合計             | 41,250 | 6,427  | 20,330 | 68,007 |

## 組織

### 陸軍
王立陸軍(Koninklijke Landmacht)は、2008年時点で3個旅団を主力としており、他に特殊部隊を有している。主な装備としてはレオパルト2A6戦車やAH-64D アパッチ・ロングボウ攻撃ヘリコプターなど。コソボやイラク、アフガニスタンにも兵員を派遣している。2011年には戦車と自走榴弾砲を全廃するという大胆な軍縮を行った。

### 海軍
王立海軍(Koninklijke Marine)は、古くは17世紀の英蘭戦争など、長い伝統を持つ。1950年代から60年代にかけては軽空母カレル・ドールマンを運用していたこともあったが、2008年時点ではフリゲート6隻および掃海艇を主力としている。オランダ海軍航空隊およびオランダ海兵隊も有しているほか、オランダ沿岸警備隊も傘下にある。

### 空軍
王立空軍(Koninklijke Luchtmacht)は、防空任務を主体としており、2008年時点ではF-16戦闘機やパトリオットミサイルを装備している。

### 王立保安隊
王立保安隊(Koninklijke Marechaussee)は国家憲兵であり、国防省傘下で憲兵および警備警察として機能する。1814年に設立されている。1994年に再編により、アムステルダム・スキポール空港の警備も行なうようになり、1998年に陸軍より独立した。

## 最近の活動内容
- ボスニア・ヘルツェゴビナ紛争 - 1995年7月に起きたスレブレニツァの虐殺に立ち会っていたにもかかわらず、回避する事が出来なかった。
- コソボ紛争 - 1999年のアライド・フォース作戦などに参加。
- イラク戦争 - 2005年3月までムサンナー県の治安維持を担当し、サマーワで自衛隊イラク派遣の護衛を行った。
- アフガニスタンの国際治安支援部隊（ISAF）- 2006年から2010年8月までウルーズガーン州の治安維持を担当し、2007年6月にチョーラの戦いなどを行った。
- リビアに対する武器禁輸措置 - 2011年にユニファイド・プロテクター作戦に参加。
- エジプトのシナイ半島駐留多国籍軍監視団 - 2013年から2年間[8]
- マリ共和国の国際連合マリ多元統合安定化ミッション - 2013年からガオ州に450人の部隊を派遣。2015年1月、空軍所属AH-64Dが交戦[9]。
- ISILとの戦い - 2014年10月にイラクでペシュメルガと戦闘していたISILの車両に対して2機の空軍所属F-16が爆撃[10]。